# عروسی لهستانی
عروسی لهستانی (به انگلیسی: Polish Wedding) فیلمی محصول سال ۱۹۹۸ و به کارگردانی ترسا کانلی است. در این فیلم بازیگرانی همچون گابریل بیرن، کلر دینز، لنا اولین، میلی آفیتال، دانیل لاپاین، راده شربه‌جیا و کریستن بل ایفای نقش کرده‌اند.